# Gypsophila adenophylla
Gypsophila adenophylla är en nejlikväxtart som beskrevs av Youssef Ibrahim Barkoudah. Gypsophila adenophylla ingår i släktet slöjor, och familjen nejlikväxter. Inga underarter finns listade i Catalogue of Life.